# セルゲイ・ジザ
セルゲイ・ゲンナジェヴィッチ・ジザ（ロシア語: Сергей Геннадьевич Зиза, ラテン文字転写: Sergey Gennadyevich Ziza、1973年1月29日 - ）は、ロシアのハンドボール選手。ハンドボールロシア代表に選出されていた。
1997年に本田技研へと入団、その後本田技研熊本へと移籍してプレーしていた。2003年ごろに腰を悪くしたために引退、現在はサンクトペテルブルク・ネヴァでコーチを務めている。